# Filosofisk kvietism
Filosofisk kvietism är en filosofisk inriktning där man uppfattar metafysiska frågor, frågor om verklighetens grundläggande natur, som omöjliga att ställa utan att redan förutsätta svaren. Därför är all metafysisk diskussion meningslös.
Det råder viss begreppsförvirring omkring den filosofiska kvietismen. Ofta tolkas den som en metafysisk nihilism och bemöts i negativa ordalag. Att den filosofiska kvietismen så ofta tolkas som en nihilism kan förmodligen till viss del skyllas på sammanblandning av filosofisk och teologisk kvietism. Även om det finns vissa likheter, är skillnaderna betydligt större. Den tydligaste likheten mellan den teologiska och den filosofiska kvietismen är att det är tal om en utvecklingslära, där man genom insikter når fram till en punkt där vidare strävan efter målet framstår som meningslös. Här slutar likheterna. I den teologiska kvietismen ska man sluta sträva, eftersom det endast är så man når det slutgiltiga målet, att förenas med Gud och fyllas av hans vilja. Den filosofiska kvietismens mål ser radikalt annorlunda ut. Här är det tal om att ge upp strävan efter målet, eftersom man inser att målet är rent nonsens. Man har bildligt talat jagat sin egen skuggbild istället för att bara släcka den metafysiska strålkastaren som har kastat skuggan efter en. Vid det filosofiskt kvietistiska slutmålet släcker man lampan som lyser upp metafysiska spekulationer. Det följer av de olika målen att den teologiska kvietismen leder till en viss grad av världsfrånvändhet, medan den filosofiska kvietismen leder en tillbaka till världen från meningslösa metafysiska spekulationer. Om den teologiska kvietismen bygger på det latinska quies – "vila i sig själv", bygger den filosofiska kvietismen snarare på det engelska quiet – "tyst".